# Centre d'Actuació Valencianista
El Centre d'Actuació Valencianista (CAV) fou una entitat valencianista de caràcter apolític i patriòtic fundada el 1931, i que agafà una certa embranzida quan el 1933 fou presidida per Joaquim Reig i Rodríguez, ja que la va convertir en plataforma del valencianisme totalitari, és a dir, que arreplegara totes les tendències polítiques dins del valencianisme per tal que adoptaren un valencianisme neutre i profundament nacionalista.
Fracassà per l'excessiva vinculació de Reig amb la Lliga Catalana, cosa a la qual s'oposaven els valencianistes d'esquerres, aplegats en l'Agrupació Valencianista Republicana. Des del 1934 es va imposar l'orientació esquerrana i el desembre del 1935 es transformà en el nou Partit Valencianista d'Esquerra, dirigit per Maximilià Thous i Llorenç.